# The Counting House
The Counting House è un film del 2007 diretto da Carlo Giudice e Paolo Marcellini sotto lo pseudonimo Dipteros.

## Trama
Una multinazionale biochimica ha condotto sulla popolazione di una piccola isola sperduta esperimenti genetici, che non andati per il verso giusto: hanno, infatti, generato dei mostri deformi.